# Сунндал
Сунндал (норв. Sunndal) — коммуна в губернии Мёре-ог-Ромсдал в Норвегии. Административный центр коммуны — город Сунндалсёра. Официальный язык коммуны — нейтральный. Население коммуны на 2007 год составляло 7357 чел. Площадь коммуны Сунндал — 1713,69 км², код-идентификатор — 1563.

## История населения коммуны
Население коммуны за последние 60 лет.